# Michael Lennox
Michael Lennox é um cineasta irlandês. Como reconhecimento, foi nomeado ao Oscar 2015 na categoria de Melhor Curta-metragem por Boogaloo and Graham.